# Pierre Virion
Pierre Virion (París, 27 de enero de 1899-27 de mayo de 1988), fue un periodista y escritor francés, promotor de la teoría de conspiración judeo-masónica.

## Biografía
Colaboró en la revista de Ernest Jouin, Revue internationale des sociétés secrètes, bajo los seudonímos de "J. Boicherot" y "Lefrançois" y en los periódicos Le Corporatisme, Aspects de la France, La Pensée Catholique, Écrits de Paris y Les Amis de Jeanne d'Arc. Fundó la Association Universelle des Amis de Jeanne d'Arc con el general Maxime Weygand.

## Obras
- Bientôt un gouvernement mondial, une super et contre Eglise ?, Téqui, Ed. 1967
- Le mystère d'iniquité
- La Banque et le régime corporatif
- Le complot, les forces occultes, Saint-Remi, ISBN 978-2-84519-365-9
- Le Christ qui est roi de France, Téqui, ISBN 2-85244-393-7
- L'Obéissance à l'Église : Le procès de Jeanne d'Arc continue ?, Association universelle des amis de Jeanne d'Arc.
- Civilisation notre bien commun
- Le Nouvel ordre du monde, Téqui, ISBN 978-2-85244-000-5
- Jeanne en son temps conférence faite en 1956 à Orléans. Jeanne en notre temps : Conférence faite à Paris le 8 mai 1957, Salon.
- La Franc-maçonnerie et la socialisation de l'enfant. M. P. Virion. Conférence donnée par la Ligue Franc-catholique

En español
- La masonería dentro de la Iglesia.
- El Gobierno mundial y la contra-Iglesia.